# Magion 1
Magion 1 (MAGnetosféra a IONosféra) è stato il primo satellite artificiale cecoslovacco. Lanciato nel 1978, ha fatto della Cecoslovacchia la 15ª nazione ad avere un satellite in orbita e la terza del blocco comunista, dopo URSS e Cina. Il lancio è stato concepito entro il più vasto programma Intercosmos (in particolare, "Intercosmos 18"), promosso dai Sovietici per coinvolgere maggiormente le Nazioni del Patto di Varsavia nelle loro ricerche spaziali: lo stesso anno, infatti, il cecoslovacco Vladimír Remek partecipò ad una missione sulla stazione spaziale Mir e nel 1981 anche la Bulgaria avrebbe avuto un proprio satellite in orbita.
I Cecoslovacchi avevano già progettato parte della strumentazione dell'Interkosmos 1, lanciato nel 1969.
Magion 1 si è occupato di ricerche nella magnetosfera e nella ionosfera.